# Ripple (SS.19)
Pour les articles homonymes, voir Ripple.
Le Ripple est un lougre de Cornouailles (Cornish lugger), coque, pont et mât en bois. 

Son port d'attache actuel est St Ives au Royaume-Uni. 

Son immatriculation est : SS.19 en marquage sur  ses voiles.

## Histoire
Il a été construit en 1896 au chantier naval H. Trevorrow à St Ives en Cornouailles. C'est l'un des plus anciens lougres de Cornouailles. Il a été utilisé pour la pêche jusqu'en 1933 au port de Newlyn. Détruit par un incendie en 1933, il a été remis en état et transformé en house-boat. Il a connu plusieurs propriétaires et le bateau s'est dégradé avec le temps.

Sa restrauration a commencé en 2003 et sa remise à l'eau s'est effectuée en 2007. Comme l'un des plus vieux  lougre de pêche en état de naviguer il a été classé navire historique en novembre 2009 par le National Historic Ships UK.

C'est un voilier de croisière privé.
Il a participé aux Tonnerres de Brest 2012.